# Ярускаси
Яруска́си (рос. Ярускасы, чув. Ярăска) — присілок у складі Чебоксарського району Чувашії, Росія. Входить до складу Кшауського сільського поселення.
Населення — 104 особи (2010; 104 у 2002).
Національний склад:
- чуваші — 96 %